# Haladaokou
Haladaokou är en köping i Kina. Den ligger i provinsen Liaoning, i den nordöstra delen av landet, omkring 330 kilometer väster om provinshuvudstaden Shenyang. Antalet invånare är 12 347. Befolkningen består av 6 069 kvinnor och 6 278 män. Barn under 15 år utgör 17,0 %, vuxna 15-64 år 74 %, och äldre över 65 år 8,0 %.
Genomsnittlig årsnederbörd är 592 millimeter. Den regnigaste månaden är juli, med i genomsnitt 141 mm nederbörd, och den torraste är januari, med 2 mm nederbörd.